# Авенал (Каліфорнія)
Авенал (англ. Avenal) — місто (англ. city) в США, в окрузі Кінгс штату Каліфорнія. Населення — 13 696 осіб (2020).

## Географія
Авенал розташований за координатами 36°1′52″ пн. ш. 120°6′58″ зх. д. / 36.03111° пн. ш. 120.11611° зх. д. (36.031181, -120.116023).  За даними Бюро перепису населення США в 2010 році місто мало площу 50,30 км², уся площа — суходіл.

## Демографія
Згідно з переписом 2010 року, у місті мешкало 15 505 осіб у 2222 домогосподарствах у складі 1876 родин. Густота населення становила 308 осіб/км².  Було 2410 помешкань (48/км²).
Расовий склад населення:
| - 39,0 % — білих - 10,5 % — чорних або афроамериканців - 1,2 % — корінних американців - 0,7 % — азіатів - 46,4 % — осіб інших рас |

До двох чи більше рас належало 2,2 %. Частка іспаномовних становила 71,8 % від усіх жителів.
За віковим діапазоном населення розподілялося таким чином: 21,4 % — особи молодші 18 років, 74,6 % — особи у віці 18—64 років, 4,0 % — особи у віці 65 років та старші. Медіана віку мешканця становила 34,2 року. На 100 осіб жіночої статі у місті припадало 262,5 чоловіків;  на 100 жінок у віці від 18 років та старших — 357,9 чоловіків також старших 18 років.
Середній дохід на одне домашнє господарство  становив 40 663 долари США (медіана — 32 432), а середній дохід на одну сім'ю — 39 011 долар (медіана — 32 743). Медіана доходів становила 29 016 доларів для чоловіків та 25 216 доларів для жінок. За межею бідності перебувало 36,4 % осіб, у тому числі 49,6 % дітей у віці до 18 років та 5,0 % осіб у віці 65 років та старших.
Цивільне працевлаштоване населення становило 3259 осіб. Основні галузі зайнятості: сільське господарство, лісництво, риболовля — 39,8 %, освіта, охорона здоров'я та соціальна допомога — 18,8 %, мистецтво, розваги та відпочинок — 8,4 %, виробництво — 7,1 %.